# 國王日
國王日是荷蘭王國慶祝君主的法定假期，目前国王日定於每年的4月27日，以庆祝荷蘭現任君主威廉-阿歷山大國王生辰，若為星期日則於前一天補假。

## 历史
1890年至2013年間，這個節慶稱為女王日。

### 威廉明娜女王(1885–1948)
荷蘭自威廉明娜女王開始有女王日，起初命名為公主日，直至女王登基才改名為女王日，當時的女王日為8月31日，不過當時僅在女王的特別壽辰才會舉行慶祝活動，同時慶祝夏季的收成。

### 朱麗安娜女王(1948–1980)
朱麗安娜女王繼位之后，女王日改為4月30日，即新任女王的生辰。

### 碧翠斯女王(1980–2013)
1980年碧翠斯女王繼位后，沿用朱麗安娜女王的生日為女王日，並將當日設為法定假期，全國慶祝。

### 威廉-亚历山大国王(2013 - )
2013年新国王威廉-亚历山大国王登基，于是2014年将时间从4月30日改为国王出生日4月27日。

## 画廊

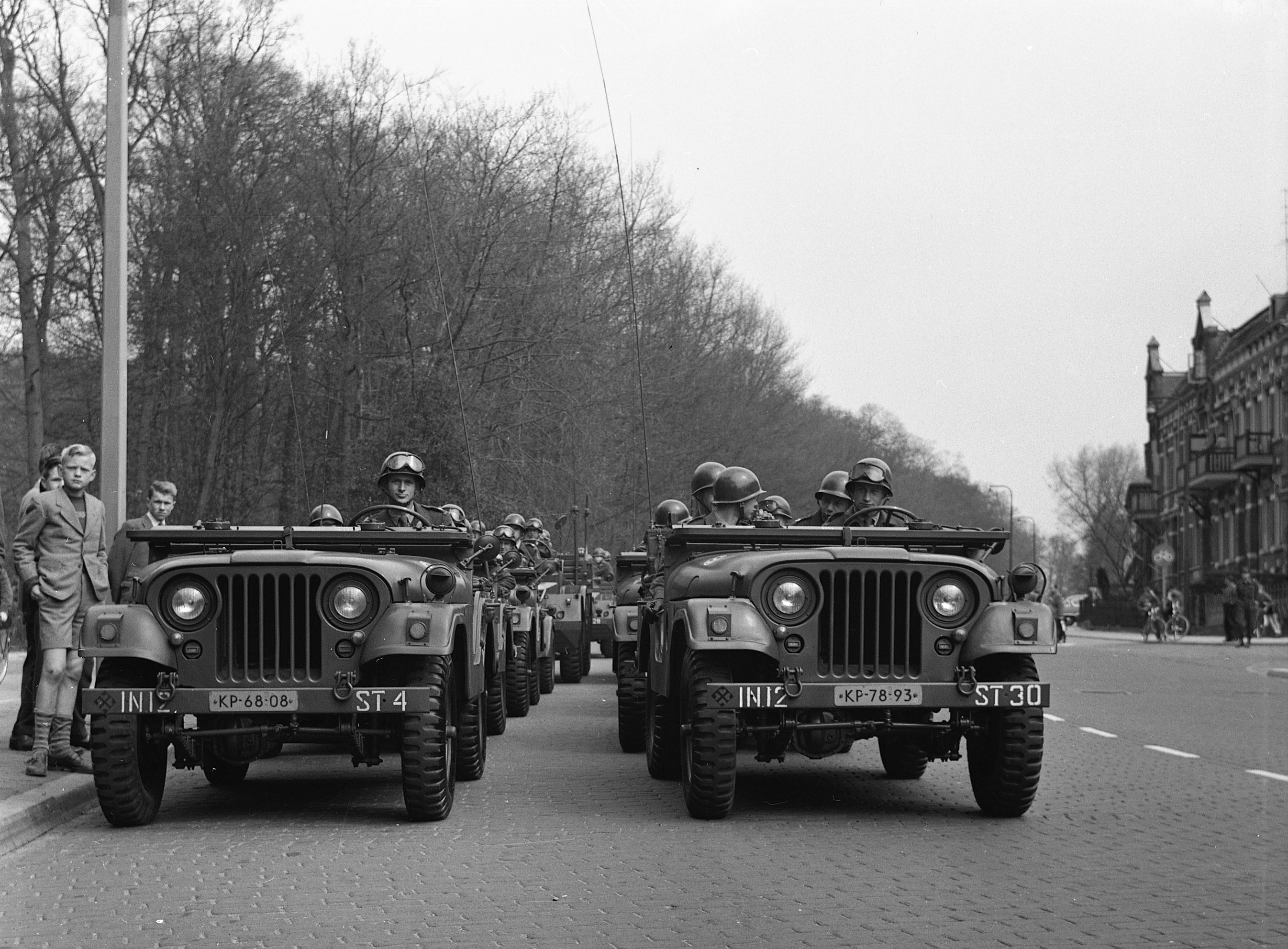
1932年女王节
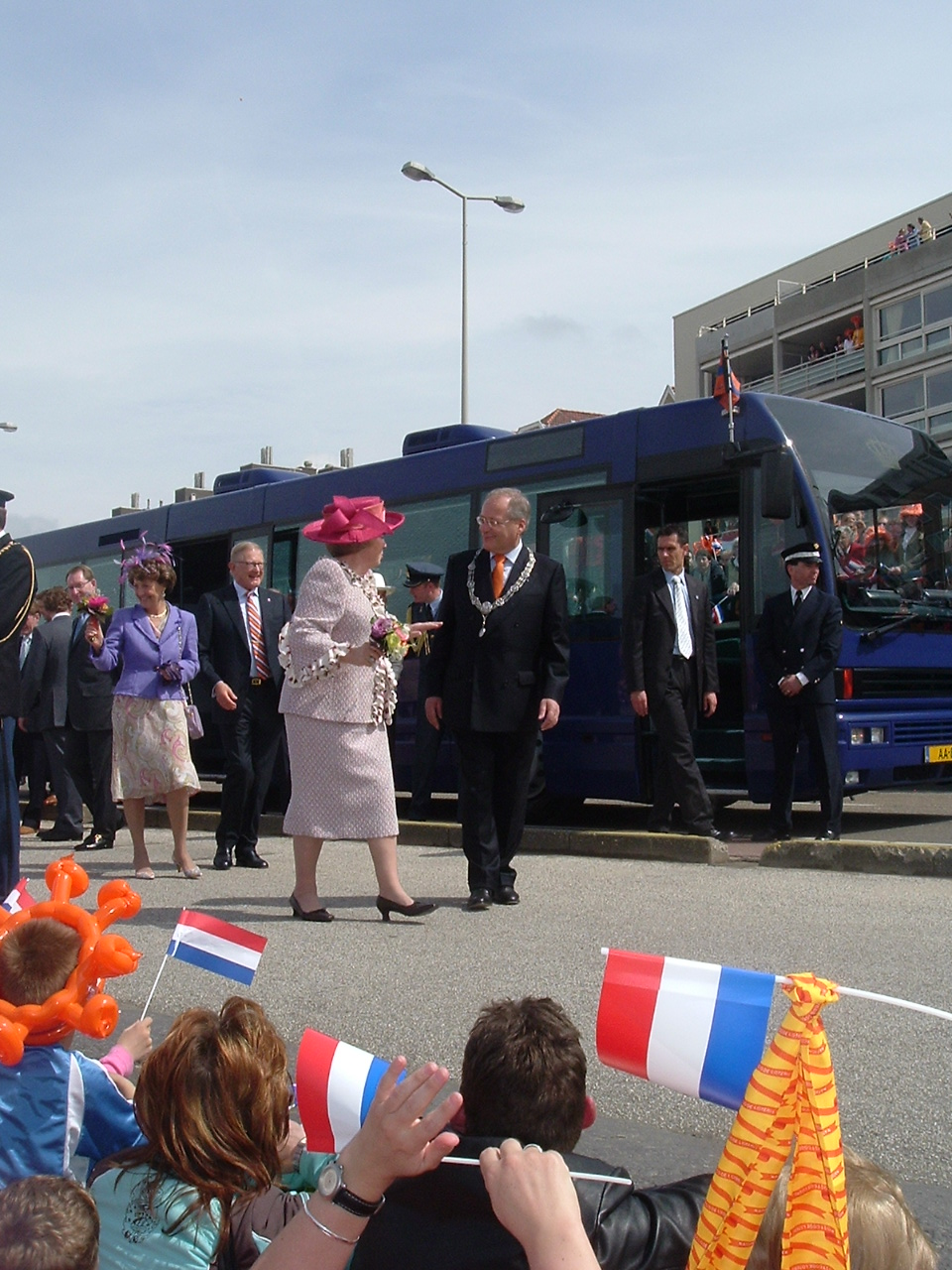
1958年女王节游行
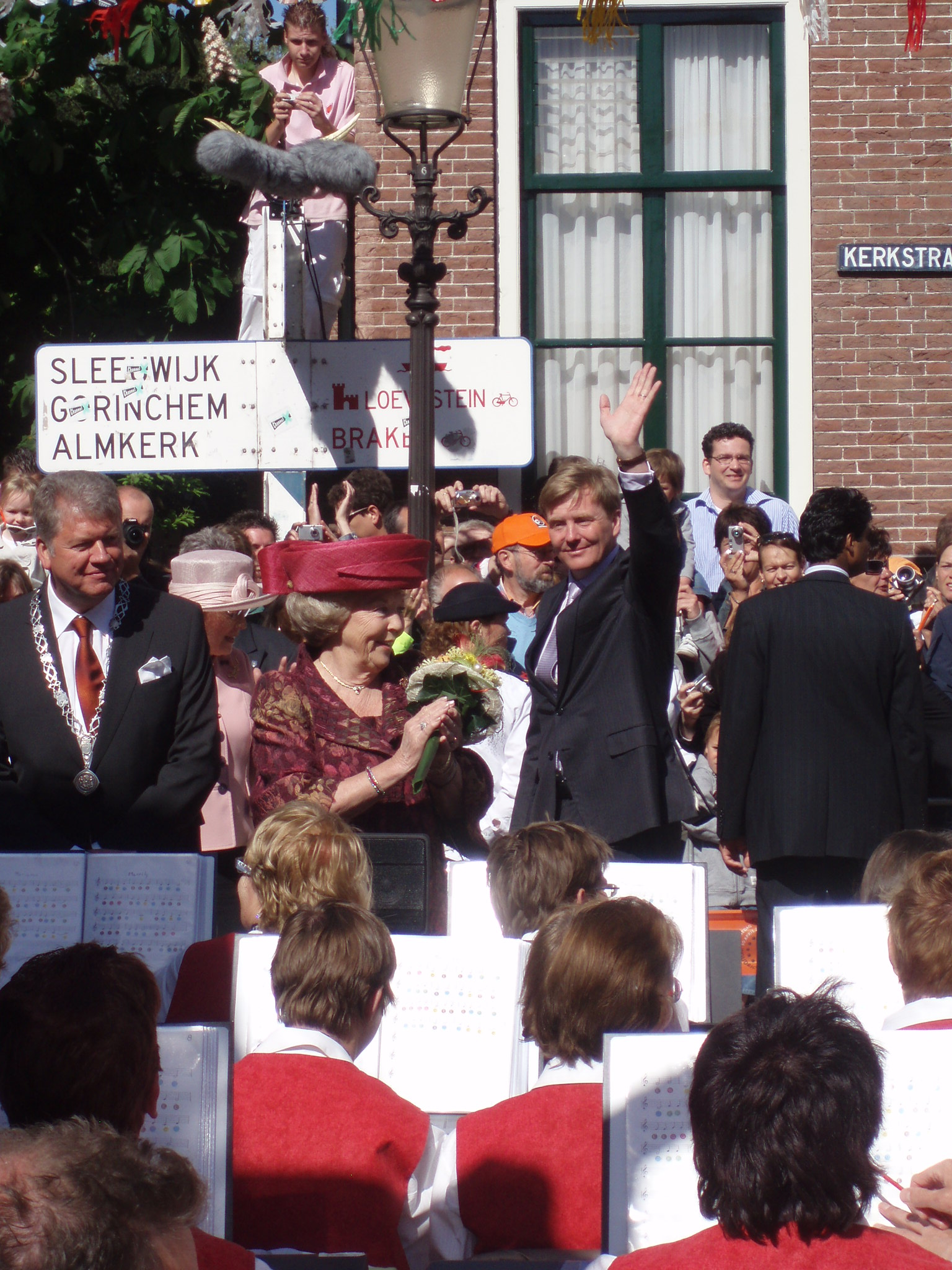
2005年女王节
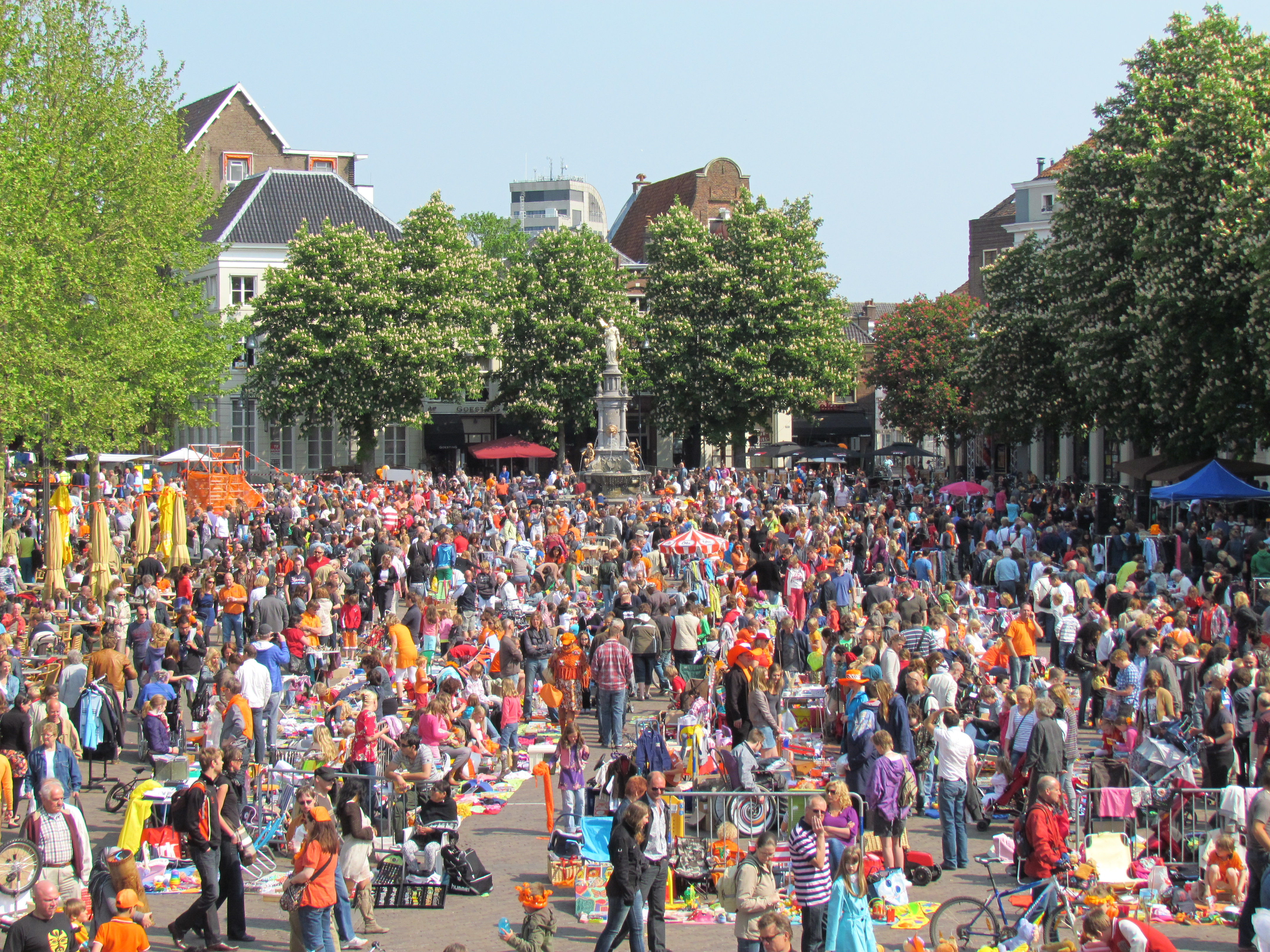
2007年女王节
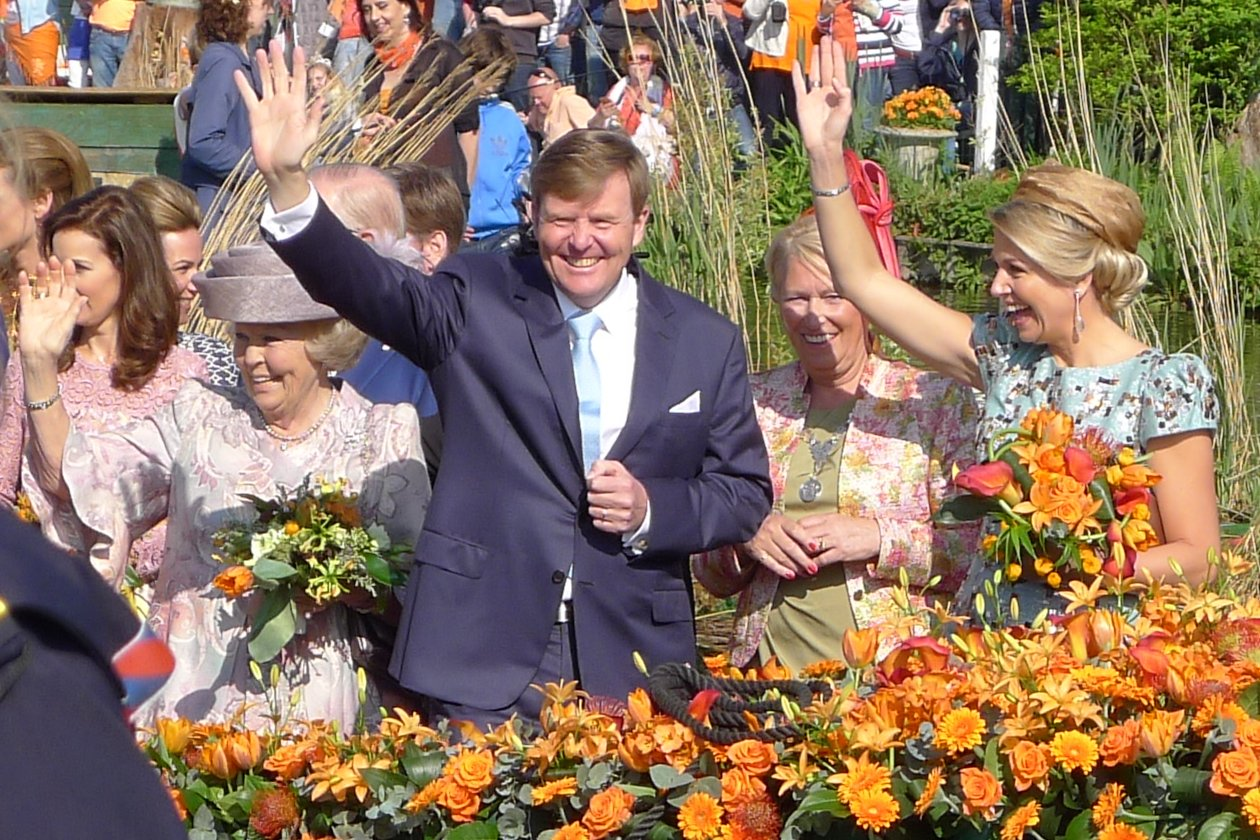
2011年女王日
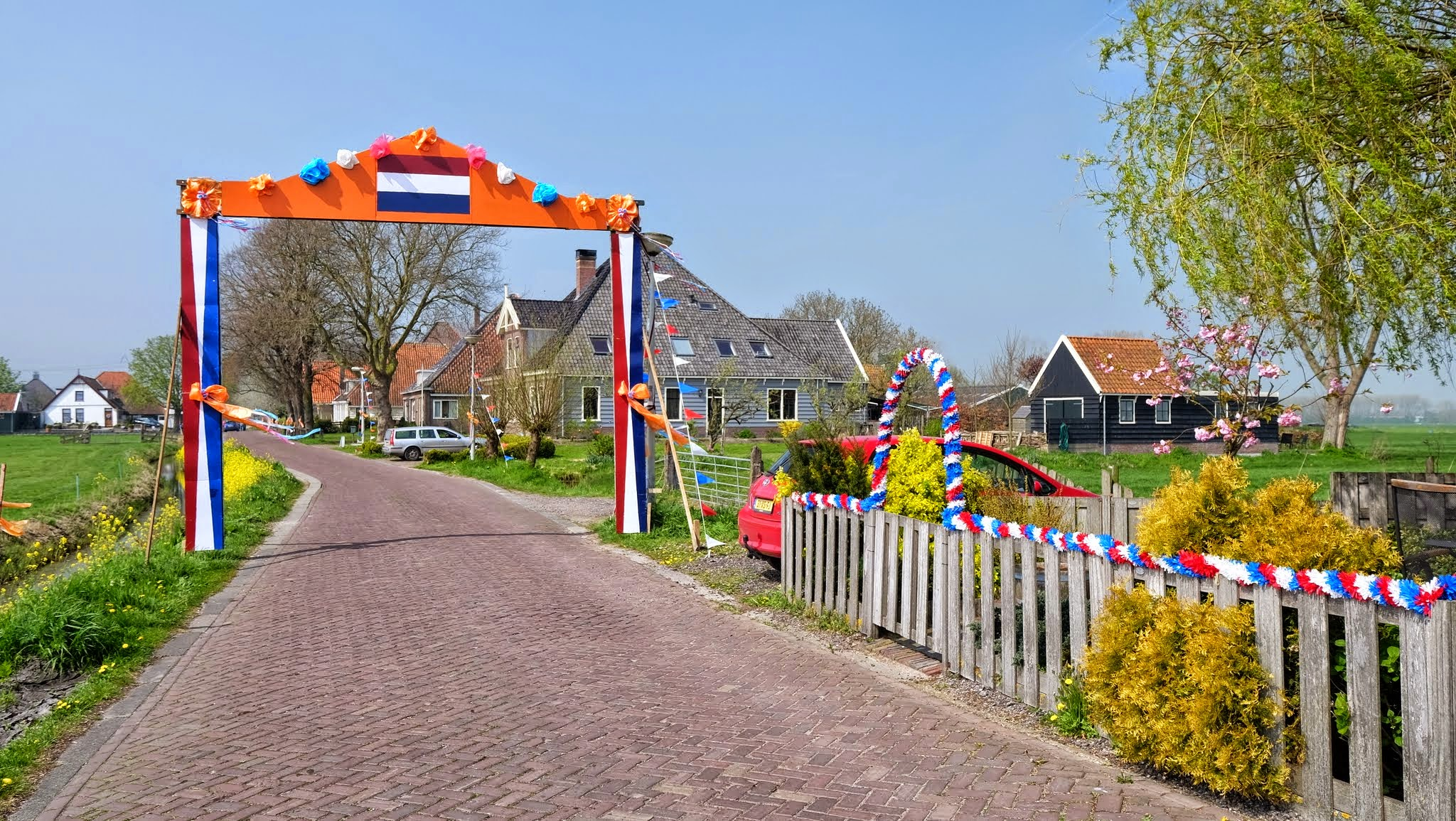
2014年国王日
- 2015年国王日